# Kabinett Cuno
Das Kabinett Cuno war ein Kabinett der Reichsregierung in der Zeit der Weimarer Republik. Wilhelm Cuno wurde der erste parteilose Reichskanzler der jungen Republik.

## Zusammensetzung

### Reichsminister
| Kabinett Cuno 22. November 1922 bis 12. August 1923 | Kabinett Cuno 22. November 1922 bis 12. August 1923 | Kabinett Cuno 22. November 1922 bis 12. August 1923 | Kabinett Cuno 22. November 1922 bis 12. August 1923 | Kabinett Cuno 22. November 1922 bis 12. August 1923 |
| --------------------------------------------------- | --------------------------------------------------- | --------------------------------------------------- | --------------------------------------------------- | --------------------------------------------------- |
| Reichskanzler                                       |                                                     | Wilhelm Cuno                                        |                                                     | parteilos                                           |
| Vizekanzler                                         | vakant                                              | vakant                                              | vakant                                              | vakant                                              |
| Auswärtiges Amt                                     |                                                     | Frederic von Rosenberg                              |                                                     | parteilos                                           |
| Inneres                                             |                                                     | Rudolf Oeser                                        |                                                     | DDP                                                 |
| Finanzen                                            |                                                     | Andreas Hermes                                      |                                                     | Zentrum                                             |
| Wirtschaft                                          |                                                     | Johann Becker                                       |                                                     | DVP                                                 |
| Arbeit                                              |                                                     | Heinrich Brauns                                     |                                                     | Zentrum                                             |
| Reichswehr                                          |                                                     | Otto Geßler                                         |                                                     | DDP                                                 |
| Justiz                                              |                                                     | Rudolf Heinze                                       |                                                     | DVP                                                 |
| Schatz aufgelöst am 29. März 1923                   |                                                     | Heinrich Albert                                     |                                                     | parteilos                                           |
| Wiederaufbau                                        | Heinrich Albert ab 29. März 1923                    |                                                     |                                                     | parteilos                                           |
| Ernährung und Landwirtschaft                        | Fritz Neumayer (kein Foto)                          | Karl Müller bis 25. November 1922                   |                                                     | Zentrum                                             |
| Ernährung und Landwirtschaft                        |                                                     | Hans Luther ab 2. Dezember 1922                     |                                                     | parteilos                                           |
| Post                                                |                                                     | Karl Stingl                                         |                                                     | BVP                                                 |
| Verkehr                                             |                                                     | Wilhelm Groener                                     |                                                     | parteilos                                           |

### Beamte der Reichskanzlei
| Beamte der Reichskanzlei                 | Beamte der Reichskanzlei                                            | Beamte der Reichskanzlei |
| ---------------------------------------- | ------------------------------------------------------------------- | ------------------------ |
| Staatssekretär der Reichskanzlei         | Eduard Hamm                                                         |                          |
| Pressechef der Reichsregierung           | Legationsrat Arthur Schmidt-Elskop (bis 16. Januar 1923 beauftragt) |                          |
| Pressechef der Reichsregierung           | Ministerialdirektor Friedrich Heilbron                              |                          |
| Abteilungsleiter                         | Ministerialrat Karl Wever                                           |                          |
| Abteilungsleiter                         | Ministerialrat Hans-Jürgen von Bornstedt                            |                          |
| Abteilungsleiter                         | Ministerialrat Franz Kempner                                        |                          |
| Referent                                 | Oberregierungsrat Karl Eugen Offermann                              |                          |
| Referent                                 | Regierungsrat Max von Stockhausen                                   |                          |
| Referent                                 | Regierungsrat Richard Wienstein (seit 18. April 1923)               |                          |
| Referent                                 | Regierungsrat Walter Grävell (seit Juli 1923)                       |                          |
| Persönlicher Referent des Reichskanzlers | Attaché Freiherr Sigismund von Bibra (seit 3. Januar 1923)          |                          |
| Bürodirektor                             | Hofrat Rudolf Ostertag                                              |                          |